# SDO (Hillegom)
SDO is de korfbalvereniging uit Hillegom. Er wordt korfbal gespeeld op sportcomplex De Zanderij, de zaalwedstrijden worden gespeeld in De Vosse. De vereniging is een zaterdagvereniging.

## Over SDO (H)
SDO (H) is 19 maart 1954 opgericht, waar het eerst haar wedstrijden en trainingen afwerkte in Elsbroek verhuisde het in de jaren '80 naar Sportpark De Zanderij. In de loop der jaren heeft SDO (H) een golfbeweging gemaakt in het ledenaantal. Rond 2003 lag hier de top, toen was SDO (H) met 15 teams actief in de competitie. De laatste jaren blijft het aantal rond de 100 leden, wat betekent dat er 9 teams actief zijn.

## Competitie
Aan de competitie nemen in het seizoen 2017/2018 in totaal 9 teams deel. Hiervan zijn 4 seniorenteams, 2 C-aspirantenteam, 2 D-pupillenteam en een groep Kangoeroe's.

## Hoofdtrainers
| Jaren       | Hoofdtrainer        | Lid van club:             |
| ----------- | ------------------- | ------------------------- |
| 2018 - 2019 | Rolf van der Horst  | Oranje-Nassau (A)         |
| 2018 - 2018 | Remco Sonneborn     | Oosterkwartier            |
| 2017 - 2018 | Cock Hendriks       | CKV Rapid                 |
| 2016 - 2017 | Rolf van der Horst  | Oranje-Nassau (A)         |
| 2014 - 2016 | John van Duuren     | AKC Blauw-Wit             |
| 2014 - 2014 | Martin Schokker     | KIOS '45                  |
| 2011 - 2014 | Remco Sonneborn     | Oosterkwartier en SDO (H) |
| 2010- 2011  | Maarten Stuhdreher  | Oranje Nassau (A)         |
| 2010 - 2011 | Thecla Weijers      | SDO (H)                   |
| 2007 - 2010 | Peter Star          | KV Madjoe                 |
| 2006 - 2007 | Berrie Deen         | Nieuw Flora en SDO (H)    |
| 2006 - 2006 | Ron van de Berg     | VEO                       |
| 2002 - 2006 | Edwin Smit          | Oosterkwartier            |
| 1996 - 2002 | Hans van Huis       | De Danaiden               |
| 1993 - 1996 | Rien van Poelgeest  | SV Velocitas              |
| 1992 - 1993 | Atte van Haastrecht | ROHDA                     |
| 1990 - 1992 | Rene Versloot       | Allen Weerbaar            |
| 198? - 1990 | Bert Koopman        | KV Helios                 |

## Project VIS
In 2012 is SDO (H) het project VIS (Voor Iedereen Sport) gestart. Met dit project tracht SDO (H) kinderen van ouders met minder financiële middelen alsnog de mogelijkheid te bieden om te kunnen sporten. Met hulp van bedrijven en instellingen wordt dit voor deze kinderen mogelijk gemaakt.

## Gerwin Loderus koppelschiettoernooi
Ter nagedachtenis aan Gerwin Loderus wordt er jaarlijks een koppelschiettoernooi georganiseerd in zijn naam. De winnaars zijn in onderstaande tabel te zien.
| Editie | Jaar | Winnaars                           | Runner-ups                             |  |
| ------ | ---- | ---------------------------------- | -------------------------------------- |  |
| 00*    | 2014 | Saskia van Steijn & Jasper de Boer | Pim Huisman & Niels Huisman            |  |
| 1e     | 2015 | Joyce Besse & Youri Besse          | Rianne Zwaan & Arno van den Oever      |  |
| 2e     | 2016 | Rianne Zwaan & Arno van den Oever  | Michael van der Geest & Pim Nederstigt |  |
| 3e     | 2017 | Cees Zwaan & Luuk Zwaan            | Naomi van der Luit & Ylke van der Zwet |  |
| 4e     | 2018 | Vincent Baak & Timo Fenne          | Jasper Toet & Mick Juffermans          |  |
| 5e     | 2019 | Luuk Zwaan & Robert Pietersz       | Michael van der Geest & Pim Nederstigt |  |
| 6e     | 2020 | Mick Juffermans & Lex Juffermans   | Yvonne Geuke & Victor Geuke            |  |
| 7e     | 2022 | Team AC                            | Yvonne Geuke & Victor Geuke            |  |

- Na afloop van de editie in 2014 werd het toernooi omgedoopt tot het Gerwin Loderuskoppelschiettoernooi

## Sportieve hoogtepunten
- 2018-2019 Kampioenschap SDO (H) 1 in de zaalcompetitie 4e klasse H
- 2015-2016 2e plaats SDO (H) op de Haarlemse korfbalweek
- 2014-2015 Kampioenschap SDO (H) 2 in de zaalcompetitie Reserve 4e klasse en promotie naar de reserve 3e klasse
- 2013-2014 Kampioenschap SDO (H) 1 in de zaalcompetitie 4e klasse en promotie naar de 3e klasse
- 2012-2013 Kampioenschap SDO (H) 1 in de veldcompetitie 4e klasse en promotie naar de 3e klasse
- 2005-2006 Kampioenschap SDO (H) 1 in de zaalcompetitie 3e klasse en promotie naar de 2e klasse
- 2003-2004 2e plaats SDO (H) 1 in de zaalcompetitie 4e klasse en promotie naar de 3e klasse
- 2002-2003 Kampioenschap SDO (H) 1 in de veldcompetitie 4e klasse en promotie naar de 3e klasse